# Sympycnus allectorius
Sympycnus allectorius är en tvåvingeart som beskrevs av Octave Parent 1932. Sympycnus allectorius ingår i släktet Sympycnus och familjen styltflugor. Inga underarter finns listade i Catalogue of Life.